# العصمة (الحيمة الخارجية)

تعديل مصدري - تعديل

العصمة هي إحدى قرى عزلة بيت الجريدي بمديرية الحيمة الخارجية التابعة لمحافظة صنعاء، بلغ تعداد سكانها 131 نسمة حسب تعداد اليمن لعام 2004.